# Baby Baby
„Baby Baby” – czwarty singel południowokoreańskiej grupy Girls’ Generation, wydany 13 marca 2008 roku. Utwór promował repackage pierwszego albumu – Baby Baby.

## lista utworów
| Nr | Tytuł       | Słowa                          | Muzyka              | Czas |
| -- | ----------- | ------------------------------ | ------------------- | ---- |
| 1. | "Baby Baby" | Hwang Song-je (BJJ), Yoo Jenny | Hwang Song-je (BJJ) | 3:11 |